# 喜多方駅
喜多方駅（きたかたえき）は、福島県喜多方市町田下（まちだした）にある、東日本旅客鉄道（JR東日本）磐越西線の駅である。
2024年（令和6年）5月17日付けでの会津若松駅から当駅間の電化廃止までは、郡山からの交流電化区間は当駅までで、新津方面は非電化区間となっていた。また、郡山から当駅までの各駅の管轄は東北本部であり、当駅以西は新潟支社に変わる。
かつては日中線が接続していた。

## 歴史
- 1904年（明治37年）1月20日：岩越鉄道・若松駅 - 当駅間開業の際に開設[3]。
- 1906年（明治39年）11月1日：岩越鉄道が国有化[3]。
- 1910年（明治43年）12月15日：岩越線・当駅 - 山都駅間が延伸開業[3]。
- 1938年（昭和13年）8月18日：日中線・当駅 - 熱塩駅間が開業し全通[4]。
- 1947年（昭和22年）8月18日：昭和天皇の戦後巡幸があり、お召し列車が福島駅発 - 喜多方駅着で運転[5]。
- 1958年（昭和33年）8月2日：駅舎を改築[新聞 1][6]。改築費全額分の利用債を地元が負担した[新聞 1]。
- 1972年（昭和47年）9月1日：自動券売機を設置[新聞 2]。
- 1984年（昭和59年）4月1日：日中線が全線廃止[7]。
- 1985年（昭和60年）3月14日：荷物の扱いを廃止[8]。
- 1986年（昭和61年）10月21日：貨物の取り扱いを廃止[8]。
- 1987年（昭和62年）4月1日：国鉄分割民営化により、JR東日本の駅となる[7]。
- 2002年（平成14年）：東北の駅百選に選定される。
- 2005年（平成17年）7月2日：駅舎を外壁をなまこ壁風、内装を木目調に改装[9]。
- 2014年（平成26年）4月1日：会津若松方面でICカード「Suica」の利用が可能となる[報道 1]。
- 2017年（平成29年）10月1日：業務委託化。
- 2024年（令和6年）10月1日：会津若松方面でえきねっとQチケのサービスを開始[1][報道 2]。

## 駅構造
単式ホーム1面1線と島式ホーム1面2線、計2面3線のホームを有する地上駅である。互いのホームは跨線橋で結ぶ。国鉄時代は1番線ホームの新潟側（現在の駐車場の部分）に切欠きの4番線があり、朝・晩に日中線の列車がここから発着していた。また、転車台や給水塔などの設備も駅西側の日中線沿いに存在していた。旧4番線ホームは現存しており、駅名標が残されているほか、一部の線路が保線基地に転用されている。
あいづ統括センター（会津若松駅）が管理し、JR東日本東北総合サービス（LiViT）が受託する業務委託駅である。喜多方駅は新潟支社と東北本部の境界駅の機能を持ち、当駅から先の会津豊川方面が東北本部、山都から先が新潟支社の営業エリアである。業務委託化までは直営駅（駅長・助役配置）で、管理駅として、塩川駅、姥堂駅、会津豊川駅の3駅を管理していた。
コンクリートブロック造平屋建ての駅舎には、みどりの窓口、自動券売機のほか、簡易Suica改札機、待合室、自動販売機、トイレなどを置いている。このほか、テナントとして観光案内所（約30平方メートル）がある。

### のりば
| 番線 | 路線      | 方向 | 行先               | 備考           |
| ---- | --------- | ---- | ------------------ | -------------- |
| 1・2 | ■磐越西線 | 下り | 野沢・新津方面     |                |
| 1・2 | ■磐越西線 | 上り | 会津若松・郡山方面 |                |
| 3    | ■磐越西線 | 上り | 会津若松・郡山方面 | 一部の当駅始発 |

- 3番線の線路は山都方の一部が撤去され、車止めがある。
- 最終列車は夜間滞泊せずに会津若松駅まで回送される。これは、翌朝に再度当駅まで送り込む運用となっている。

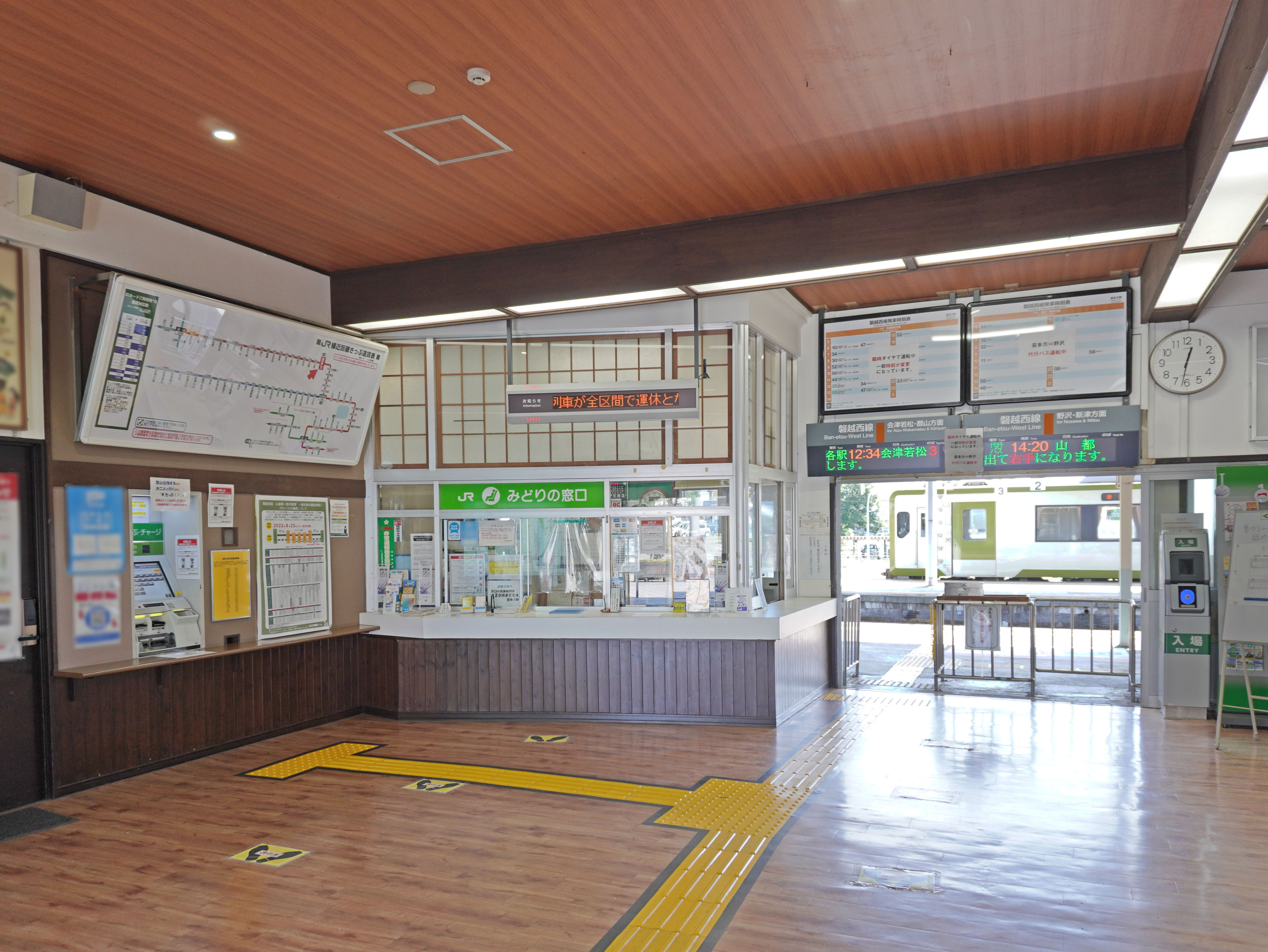
改札口（2022年9月）
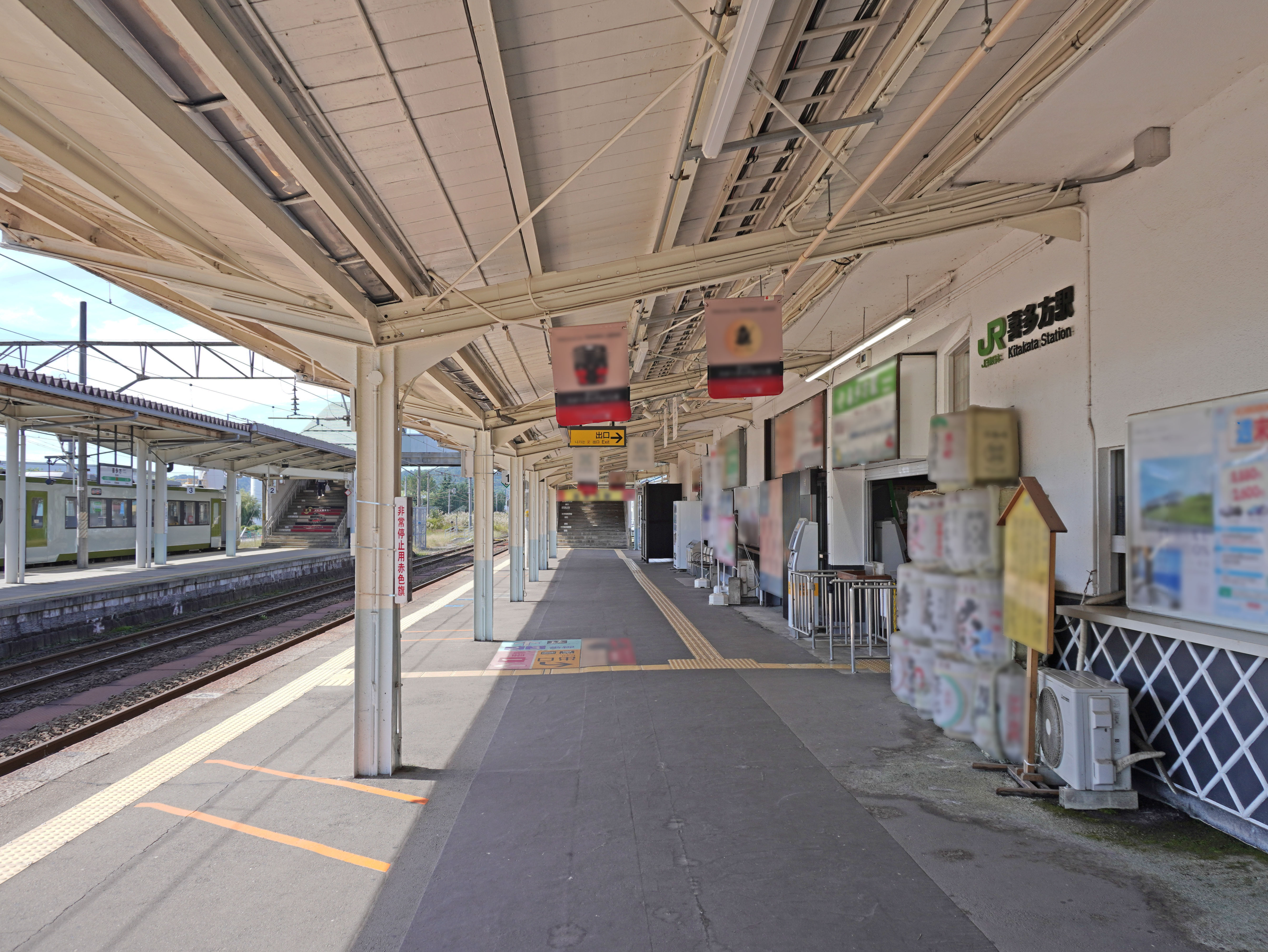
1番線ホーム（2022年9月）
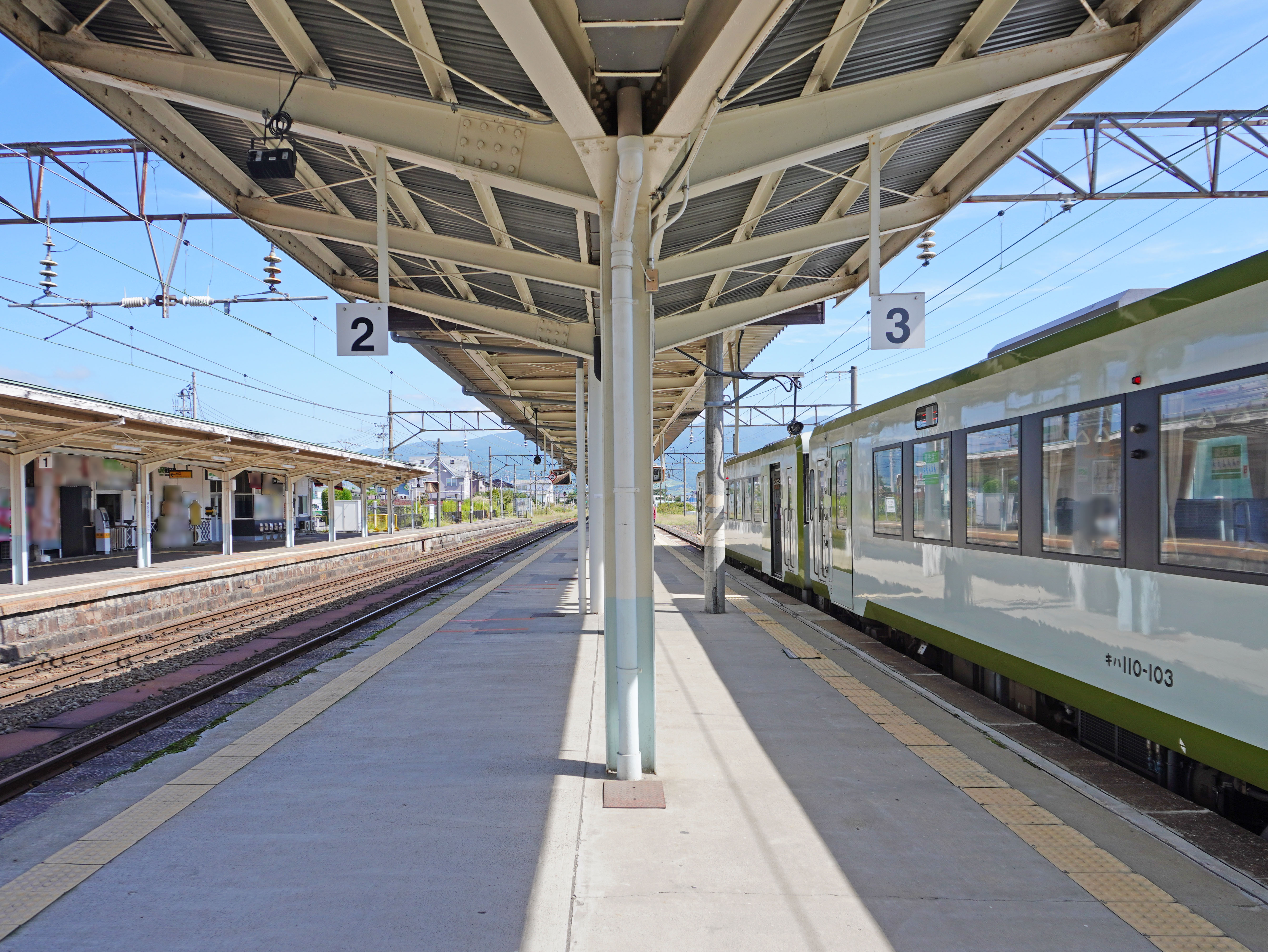
2・3番線ホーム（2022年9月）

## 利用状況
JR東日本によると、2023年度（令和5年度）の1日平均乗車人員は642人である。
2000年度（平成12年度）以降の推移は以下のとおりである。
| 1日平均乗車人員推移 | 1日平均乗車人員推移 | 1日平均乗車人員推移 | 1日平均乗車人員推移 | 1日平均乗車人員推移 |
| 年度                | 定期外              | 定期                | 合計                | 出典                |
| ------------------- | ------------------- | ------------------- | ------------------- | ------------------- |
| 2000年（平成12年）  |                     |                     | 1,386               | [ 利用客数 2 ]      |
| 2001年（平成13年）  |                     |                     | 1,420               | [ 利用客数 3 ]      |
| 2002年（平成14年）  |                     |                     | 1,422               | [ 利用客数 4 ]      |
| 2003年（平成15年）  |                     |                     | 1,370               | [ 利用客数 5 ]      |
| 2004年（平成16年）  |                     |                     | 1,326               | [ 利用客数 6 ]      |
| 2005年（平成17年）  |                     |                     | 1,276               | [ 利用客数 7 ]      |
| 2006年（平成18年）  |                     |                     | 1,193               | [ 利用客数 8 ]      |
| 2007年（平成19年）  |                     |                     | 1,141               | [ 利用客数 9 ]      |
| 2008年（平成20年）  |                     |                     | 1,157               | [ 利用客数 10 ]     |
| 2009年（平成21年）  |                     |                     | 1,164               | [ 利用客数 11 ]     |
| 2010年（平成22年）  |                     |                     | 1,186               | [ 利用客数 12 ]     |
| 2011年（平成23年）  |                     |                     | 1,139               | [ 利用客数 13 ]     |
| 2012年（平成24年）  | 285                 | 833                 | 1,119               | [ 利用客数 14 ]     |
| 2013年（平成25年）  | 278                 | 792                 | 1,070               | [ 利用客数 15 ]     |
| 2014年（平成26年）  | 267                 | 711                 | 978                 | [ 利用客数 16 ]     |
| 2015年（平成27年）  | 265                 | 727                 | 992                 | [ 利用客数 17 ]     |
| 2016年（平成28年）  | 248                 | 696                 | 944                 | [ 利用客数 18 ]     |
| 2017年（平成29年）  | 248                 | 660                 | 909                 | [ 利用客数 19 ]     |
| 2018年（平成30年）  | 242                 | 602                 | 844                 | [ 利用客数 20 ]     |
| 2019年（令和元年）  | 226                 | 538                 | 765                 | [ 利用客数 21 ]     |
| 2020年（令和02年）  | 128                 | 525                 | 654                 | [ 利用客数 22 ]     |
| 2021年（令和03年）  | 138                 | 504                 | 642                 | [ 利用客数 23 ]     |
| 2022年（令和04年）  | 163                 | 491                 | 654                 | [ 利用客数 24 ]     |
| 2023年（令和05年）  | 187                 | 455                 | 642                 | [ 利用客数 1 ]      |

## 駅周辺
喜多方市は蔵の町、ラーメンの町として知られ、駅周辺には多くの蔵や喜多方ラーメンの店が建ち並ぶ。
- レゾナック喜多方事業所 - かつては跨線橋に南口があり、直接行き来できた。
- FDK福島電気工業
- 会津乗合自動車喜多方営業所
- 国道459号
- 福島県道16号喜多方西会津線
- 福島県道21号喜多方会津坂下線
- 福島県道210号喜多方停車場線
- 喜多方市役所
- ハローワーク喜多方
- 喜多方市美術館
- 喜多方プラザ
- 喜多方警察署
- 喜多方市立第二小学校
- 喜多方市立第一中学校
- 喜多方郵便局
- 喜多方駅前郵便局
- 喜多方市立図書館
- 会津信用金庫喜多方支店
- 福島銀行喜多方支店
- 東邦銀行喜多方支店
- 大東銀行喜多方支店
- 佐原病院
- 坂内食堂
- クスリのアオキ喜多方西店
- ガーデンホテル喜多方

## バス路線
- 会津バス（駅より約150メートルの喜多方営業所発着。一部喜多方駅前発着）
  - 夢街道会津号：王子駅・池袋駅東口・バスタ新宿（新宿駅）方面（JRバス関東と共同運行）
  - 高速バス「喜多方・郡山線（喜多方ラーメンバス）」：郡山駅方面
  - 塩川・会津アピオ入口・会津医療センター・若松駅・西若松駅・米代方面
  - 会津坂下町方面
  - 三ノ倉高原方面 ※8月の特定日のみ運行
  - 喜多方 - 裏磐梯線：大塩・裏磐梯方面

## その他
- 「蔵とラーメンで有名な喜多方市の玄関口」として、東北の駅百選に選定された[2]。
- 当駅は、磐越西線における仙台近郊区間、Suicaの仙台エリアの最西端である。

## 隣の駅
東日本旅客鉄道（JR東日本）
■磐越西線
- 臨時快速「SLばんえつ物語」停車駅
- 会津鉄道直通運転臨時快速「AIZUマウントエクスプレス」1号終着駅

■普通
塩川駅 - *姥堂駅 - *会津豊川駅 - 喜多方駅 - 山都駅
*:姥堂駅・会津豊川駅は一部列車のみ停車

### 廃止路線
日本国有鉄道
日中線
喜多方駅 - 会津村松駅

### 記事本文

#### 報道発表資料
1. ↑  『Suicaの一部サービスをご利用いただける駅が増えます』（PDF）（プレスリリース）東日本旅客鉄道、2013年11月29日。2024年11月16日閲覧。
2. ↑  『Suicaエリア外もチケットレスで! 東北エリアから「えきねっとQチケ」がはじまります』（PDF）（プレスリリース）東日本旅客鉄道、2024年7月11日。オリジナルの2024年7月11日時点におけるアーカイブ。2024年7月31日閲覧。

#### 新聞記事
1. 1 2 3  「喜多方駅の新築工事完成 仙鉄」『交通新聞』交通協力会、1958年8月1日、2面。
2. ↑  「三線の営業体制近代化実施」『交通新聞』交通協力会、1972年8月30日、1面。

### 利用状況
1. 1 2  “各駅の乗車人員（2023年度）”.   東日本旅客鉄道. 2024年7月22日閲覧。
2. ↑  “各駅の乗車人員（2000年度）”.   東日本旅客鉄道. 2019年2月24日閲覧。
3. ↑  “各駅の乗車人員（2001年度）”.   東日本旅客鉄道. 2019年2月24日閲覧。
4. ↑  “各駅の乗車人員（2002年度）”.   東日本旅客鉄道. 2019年2月24日閲覧。
5. ↑  “各駅の乗車人員（2003年度）”.   東日本旅客鉄道. 2019年2月24日閲覧。
6. ↑  “各駅の乗車人員（2004年度）”.   東日本旅客鉄道. 2019年2月24日閲覧。
7. ↑  “各駅の乗車人員（2005年度）”.   東日本旅客鉄道. 2019年2月24日閲覧。
8. ↑  “各駅の乗車人員（2006年度）”.   東日本旅客鉄道. 2019年2月24日閲覧。
9. ↑  “各駅の乗車人員（2007年度）”.   東日本旅客鉄道. 2019年2月24日閲覧。
10. ↑  “各駅の乗車人員（2008年度）”.   東日本旅客鉄道. 2019年2月24日閲覧。
11. ↑  “各駅の乗車人員（2009年度）”.   東日本旅客鉄道. 2019年2月24日閲覧。
12. ↑  “各駅の乗車人員（2010年度）”.   東日本旅客鉄道. 2019年2月24日閲覧。
13. ↑  “各駅の乗車人員（2011年度）”.   東日本旅客鉄道. 2019年2月24日閲覧。
14. ↑  “各駅の乗車人員（2012年度）”.   東日本旅客鉄道. 2019年2月24日閲覧。
15. ↑  “各駅の乗車人員（2013年度）”.   東日本旅客鉄道. 2019年2月24日閲覧。
16. ↑  “各駅の乗車人員（2014年度）”.   東日本旅客鉄道. 2019年2月24日閲覧。
17. ↑  “各駅の乗車人員（2015年度）”.   東日本旅客鉄道. 2019年2月24日閲覧。
18. ↑  “各駅の乗車人員（2016年度）”.   東日本旅客鉄道. 2019年2月24日閲覧。
19. ↑  “各駅の乗車人員（2017年度）”.   東日本旅客鉄道. 2019年2月24日閲覧。
20. ↑  “各駅の乗車人員（2018年度）”.   東日本旅客鉄道. 2019年7月21日閲覧。
21. ↑  “各駅の乗車人員（2019年度）”.   東日本旅客鉄道. 2020年7月13日閲覧。
22. ↑  “各駅の乗車人員（2020年度）”.   東日本旅客鉄道. 2021年7月25日閲覧。
23. ↑  “各駅の乗車人員（2021年度）”.   東日本旅客鉄道. 2022年8月10日閲覧。
24. ↑  “各駅の乗車人員（2022年度）”.   東日本旅客鉄道. 2023年7月12日閲覧。